# Luca Kronberger
Luca Kronberger (Schwarzach im Pongau, 15 febbraio 2002) è un calciatore austriaco, attaccante dell'Altach.

## Caratteristiche tecniche
È un'ala sinistra.

## Carriera

### Club
Cresciuto nel settore giovanile dell'Admira Wacker M., debutta in prima squadra il 20 agosto 2020 in occasione dell'incontro di ÖFB-Cup vinto 3-0 contro l'Hertha Wels.

### Nazionale
Ha giocato nelle nazionali giovanili austriache Under-17, Under-19 ed Under-21.

## Statistiche
Statistiche aggiornate al 31 luglio 2021.

### Presenze e reti nei club
| Stagione        | Squadra             | Campionato      | Campionato | Campionato | Coppe nazionali | Coppe nazionali | Coppe nazionali | Coppe continentali | Coppe continentali | Coppe continentali | Altre coppe | Altre coppe | Altre coppe | Totale | Totale | Totale |
| Stagione        | Squadra             | Comp            | Pres       | Reti       | Comp            | Pres            | Reti            | Comp               | Pres               | Reti               | Comp        | Pres        | Reti        | Pres   | Reti   |        |
| --------------- | ------------------- | --------------- | ---------- | ---------- | --------------- | --------------- | --------------- | ------------------ | ------------------ | ------------------ | ----------- | ----------- | ----------- | ------ | ------ | ------ |
| 2019-2020       | Admira Wacker M. II | RL              | 13         | 4          |                 | -               | -               |                    | -                  | -                  |             | -           | -           | 13     | 4      |        |
| 2020-2021       | Admira Wacker M. II | RL              | 6          | 3          |                 | -               | -               |                    | -                  | -                  |             | -           | -           | 6      | 3      |        |
| 2020-2021       | Admira Wacker M.    | BL              | 23         | 1          | CA              | 1               | 0               |                    | -                  | -                  |             | -           | -           | 24     | 1      |        |
| 2021-2022       | Admira Wacker M.    | BL              | 2          | 0          | CA              | 1               | 1               |                    | -                  | -                  |             | -           | -           | 3      | 1      |        |
| Totale carriera | Totale carriera     | Totale carriera | 44         | 8          |                 | 2               | 1               |                    | -                  | -                  |             | -           | -           | 46     | 9      |        |